# Affi
Affi település Olaszországban, Veneto régióban, Verona megyében. Lakosainak száma 2428 fő (2023. január 1.). Affi Bardolino, Costermano, Rivoli Veronese és Cavaion Veronese községekkel határos.

## Népesség
A település népességének változása:
| Lakosok száma | 2341 | 2333 | 2428 |
|               | 2017 | 2018 | 2023 |